# اریک بازیلیان
اریک بازیلیان (انگلیسی: Eric Bazilian؛ زادهٔ ۲۱ ژوئیهٔ ۱۹۵۳) یک موسیقی‌دان اهل ایالات متحده آمریکا است. وی از سال ۱۹۷۸ میلادی تاکنون مشغول فعالیت بوده‌است.